# Espressioni del gergo di Internet
Le "espressioni del gergo di Internet" provengono da varie fonti, in maggior parte da ambienti che hanno fatto della brevità della comunicazione un valore. Alcuni termini, per esempio FUBAR, risalgono alla seconda guerra mondiale, altri invece derivano da forme più recenti di comunicazione, come la telescrivente oppure i canali IRC. Con l'ascesa dei servizi di messaggistica istantanea (tra cui ICQ, AOL o MSN) il lessico si è notevolmente espanso.

## 0‒9
- 10x o 10q: omofono del termine inglese thanks (10 = ten, x = ks, "grazie") o thank you (10 = ten, q = kyou).
- 1312: versione alternativa di A.C.A.B., rappresentata utilizzando i numeri corrispondenti alle lettere dell'alfabeto (1 = A, 3 = C, 1 = A, 2 = B).
- 2: omofono del termine inglese too ("anche", "pure" o "troppo") ma anche del termine to ("a", "verso").
- 246 / 二四六 (Èr sì liù): simile a 饿死了 (è sǐ le), (io) muoio di fame.
- 2EZ: omofono di too easy ("troppo facile"), nei videogiochi è considerata una provocazione nei confronti di un avversario troppo debole.
- 2H: sigla di Two Hands, nei videogiochi indica l'opzione di un'arma a due mani.
- 3ad o 3d: contrazione di thread.
- 3F o 3f: sigla di Fuck For Fun.
- 4: omofono della preposizione inglese for ("per"). Può essere usato in alcune frasi come "4life" (for life, "per la vita"), "4ever" (for ever, "per sempre"), "4u" (for you, "per te").
- 4ever: omofono dell' inglese forever ("per sempre").
- 521 / 五二一 ( Wǔ èr yī): simile a 我爱你 (Wǒ ài nǐ), Ti amo in cinese.
- 537 / 五三七 (Wǔ sān qī): simile a 我生气 (Wǒ shēngqì), sono in collera.
- 5555: omofono di una risata in tailandese, poiché 5 si pronuncia « ห้า » (ha).
- 88 / 八八 (Bā bā): simile a 拜拜 (Bài bài), ciao ciao.
- 911: spesso utilizzato per indicare "emergenza". Il 911 è il numero di emergenza USA, corrispondente del 112 europeo.

## A
- A.C.A.B.: sigla dello slogan politico in inglese All Cops Are Bastards ("tutti i poliziotti sono bastardi") e spesso confusa con All Cops Are Bad ("tutti i poliziotti sono cattivi"). In alternativa 1312.
- AF: sigla dell'inglese As Fuck (espressione usata come rafforzativo).
- AFAB e AMAB: rispettivamente, sigle dell'inglese Assigned Female At Birth e Assigned Male At Birth ("assegnat* femmina/maschio alla nascita"), utilizzate in contesto LGBT per indicare il sesso assegnato alla nascita delle persone transgender.
- AFAIK: sigla dell'inglese As Far As I Know ("per quanto ne so").
- AFAIR: sigla dell'inglese As Far As I Remember ("per quanto io ricordi").
- AFK: sigla dell'inglese Away From Keyboard ("lontano dalla tastiera"), utilizzato per avvisare un momentaneo assentamento dalla postazione nella quale si trova la tastiera, o sigla dell'inglese A Free Kill ("una facile uccisione") in uso nei videogames sparatutto.
- AIMB: sigla dell'inglese As I Mentioned Before ("come ho detto in precedenza").
- AIUI: sigla dell'inglese As I Understood It ("per come ho capito").
- AKA: sigla dell'inglese Also Known As, espressione inglese che significa "anche conosciuto come" e usata per descrivere gli pseudonimi, i nickname, i nomi d'arte di un autore, traducibile nell'uso in italiano con il termine latino alias.
- ALAP: sigla dell'inglese As Late As Possible ("il più tardi possibile"). Si noti che ALAP e ASAP sono ripresi dalla terminologia tipica del PERT.
- AMA: abbreviazione di Ask Me Anything, ("Chiedimi qualunque cosa"), per mostrare disponibilità a fornire delucidazioni su un argomento che si ritiene di conoscere bene.
- AMMA: sigla di "A Mio Modesto Avviso" (vedi IMHO).
- AMMP: sigla di "A Mio Modesto Parere" (vedi IMHO).
- ASAP: sigla dell'inglese As Soon As Possible ("il più presto possibile").
- ASD: "risatina", smile. L'"espressione" nasce durante una sessione online di Unreal Tournament, da parte di un gamer italiano[senza fonte], che volendo ridere a una battuta, per non staccare le dita dai tasti WASD che vengono usati (nelle tastiere QWERTY) come controlli nei giochi FPS, inviò "ASD", nella chat, al posto di "LoL". Al termine della partita spiegò il motivo dell'invio e divenne poi uso comune in gioco e nel forum relativo al gioco. Da lì si espanse a livello internazionale. A differenza della risata onomatopeica, ASD sta a indicare qualcosa che fa sogghignare: è quindi un' "espressione" che non è una sigla o contrazione.
- ASL? (o a/s/l): sigla dell'inglese Age, Sex, Location? ("età, sesso, luogo?"), usato nelle chat anglofone per chiedere informazioni personali sull'interlocutore. Talvolta ampliato in ASLMH (Age, Sex, Location, Music, Hobbies, età, sesso, luogo, musica, hobby).
  - da non confondersi con American Sign Language ("Lingua Segni Americana").
- asp o aspe: abbreviazione di aspetta.
- ATM: sigla dell'inglese At The Moment ("per il momento").
  - da non confondersi con Automated Teller Machine ("sportello automatico").

## B
- b4 : contrazione del termine inglese before ("prima").
- b-day: contrazione di birthday ("compleanno").
- BAMF! : sigla dell'inglese "Bad Ass Mother Fucker!".
- Based: "fondato", detto di pensiero o idea, è spesso usato in italiano il suo equivalente semantico "basato", indica il riconoscimento del coraggio, della ragione, della sfacciataggine (in senso positivo) di qualcuno. È particolarmente comune nell'ambito dell'ironia relativa alla politica.
- BAU: sigla dell'inglese Business As Usual (affari come al solito).
- BB: sigla dell'inglese Bye Bye ("arrivederci"); viene usato anche semplicemente b per dire solo "bye".
- BBL: sigla dell'inglese Be Back Later ("torno più tardi").
- bbq: contrazione del termine barbecue.
- bbs: sigla dell'inglese Be Back Soon ("torna presto").
- bc: contrazione del termine inglese because ("perché" con valore causale).
- BFF: sigla dell'inglese Best Friends Forever ("migliori amici/amiche per sempre").[2]
- BG: contrazione del termine inglese Bad Game che significa una partita finita male, o giocata male. In alternativa viene inteso come "background" ovvero ambientazione. In videogiochi come World of Warcraft, abbreviazione che significa BattleGround ("campo di battaglia"), la modalità di gioco PvP a obiettivi.
- biz: contrazione del termine inglese business ("affari").
- bm o bmk: contrazione di Bimbominkia, utilizzato soprattutto nelle chat dei MMORPG per indicare chi si comporta in maniera infantile, oppure come sinonimo di newbie; può anche essere inteso come l'abbreviazione dell'inglese Bad Mannered ("maleducato", "scortese").
- bn: contrazione del termine italiano "bene".
- BOL: sigla dell'inglese Back On Line, usato per indicare che si è di nuovo disponibili dopo un AFK o un BRB.
- BRB: sigla dell'inglese Be Right Back ("torno subito") o di BathRoom Break ("pausa bagno").
- bs: sigla dall'inglese bullshit (sciocchezze vulg.).
- BTS: sigla dell'inglese Behind The Scenes ("dietro le quinte"), tipologia di documentario chiamata anche Making of che narra la produzione e i retroscena della fase realizzativa di un video.
  - da non confondersi con l'omonima band sudcoreana.
- BTW: sigla dell'inglese By The Way ("a proposito", "a ogni modo", "comunque").
- BURMA: sigla dell'inglese Be Undressed Ready, My Angel ("sii pronto/a a spogliarti, mio angelo"), espressione molto colorita e confidenziale.
- BYOB: sigla dell'inglese Bring Your Own Bottle ("portate le vostre bottiglie")[3], talvolta usato in annunci a scopo festivo per invitare appunto a portarsi le proprie bevande.

## C
- C: omofono del verbo inglese (to) see ("vedere") oppure per dire "ci" ("c vediamo?" per "ci vediamo?").
- C6?: omofono della frase ci sei?, utilizzata per assicurarsi che il proprio interlocutore sia ancora al computer.
- camper: termine inglese usato nei giochi online per indicare un giocatore che si "nasconde" in un angolo isolato della mappa (da non confondersi con il cecchinaggio che comporta l'uso di un fucile di precisione) aspettando che qualcuno gli passi davanti per poterlo uccidere senza essere scoperto.
- 'cause, cause, cos o cuz: contrazione del termine inglese because ("perché" con valore causale).
- CC: sigla di Ciao Ciao o di Crowd Control.
- cm: contrazione di come.
- cmq: contrazione di comunque.
- cn: contrazione di con.
- COB: sigla dell'inglese Close Of Business ("fine del giorno lavorativo")
- cpt: contrazione di capito.
- cs: contrazione di cosa
- cu: omofono dell'espressione inglese see you ("ci vediamo").
- cua: sigla dell'inglese see you around ("ci vediamo in giro").
- cul8r: omofono dell'espressione see you later ("ci vediamo dopo/più tardi").
- cus: sigla dell'inglese see you soon ("ci vediamo presto").
- cved: contrazione di ci vediamo, generalmente in chiusura di conversazione.
- cw: sigla dell'inglese Clan War ("guerra fra clan").

## D
- d/c o dc: viene usato nei MMORPG per indicare la disconnessione di un giocatore dal server per motivi di lag o problemi alla connessione o del server stesso.
- DAR: acronimo di Daje a Ride tipica espressione del dialetto romano che significa ridere in modo esplicito e rumoroso.
- DC: abbreviazione di democrazia cristiana.
- dcp: abbreviazione di "dico cosa penso".
- DD: sigla dell'inglese Damage Dealer usato nelle chat dei videogame online per definire un giocatore il cui personaggio può fare parecchio danno e quindi richiesto per certe missioni.
- dev: abbreviazione dell'inglese developer ossia sviluppatore.
- DFTT: sigla dell'inglese Don't Feed The Troll ("non alimentare il troll").
- dgt: abbreviazione di digiti (es. "da dove dgt?").
- ditto: slang inglese per idem.
- DIY: sigla dell'inglese Do It Yourself ("fai da te").
- dm: dall'inglese direct message per indicare la chat (soprattutto su Instagram).
- dmn: contrazione di domani.
- DND: sigla dell'inglese Do Not Disturb ("non disturbare"), o di Dungeons & Dragons (anche D&D).
- DPS: sigla dell'inglese Damage Per Second, utilizzata nei MMORPG.
- DTF: sigla dell'inglese Down To Fuck (più o meno traducibile come "disponibile a scopare"), usata solitamente sulle app d'incontri come Tinder.
- DTFM!: sigla dell'inglese Death To False Metal! utilizzata dalle frange oltranziste di ascoltatori metal in riferimento a generi come il nu, l'industrial metal, il glam metal o il crossover con tono accusatorio e dispregiativo; per estensione, maniera ironica per parodiare lo stereotipo di chi è solito ascoltare tale genere musicale.
- dunno: contrazione slang di don't know ("non so", "boh").
- dv: abbreviazione di devo o di dove.

## E
- EDI: acronimo che significa Ennesima Distro Inutile, usato nei forum che trattano del sistema operativo GNU/Linux, contro i sostenitori di una distribuzione, quasi sempre derivata da una più conosciuta, per sostenere la mancanza di qualunque scopo pratico nella sua realizzazione e mantenimento, eccezion fatta per la voglia di protagonismo dei suoi sviluppatori; è anche utilizzato, al contrario, per ironizzare sulle critiche fatte, a prescindere, da utenti di lunga data contro ogni nuova distribuzione.
- ELI5: sigla dall'inglese Explain Like I'm 5 ("spiegamelo come se fossi un bambino").
- EMSAD: sigla offensiva utilizzata in giochi on line e chat/forum; sta per Eat My Shit And Die ("mangia la mia merda e muori").
- ESAD: sigla offensiva utilizzata in giochi on line e chat/forum; sta per Eat Shit And Die ("mangia merda e muori").
- EZ: omofono dell'espressione inglese Easy ("facile").

## F
- F: dal tormentone nato nel mondo del gaming "press F to pay respect" ("Premi F per rendere omaggio"), viene utilizzata in risposta a una notizia, un evento, una novità seriamente o ironicamente drammatici.
- F2P: sigla dell'inglese Free To Play, che indica la possibilità di giocare senza dover pagare alcunché.
- FAP: sigla dell'inglese Fist Around Penis, che indica la masturbazione.
- FAQ: sigla dell'inglese Frequently asked questions; indica discussioni in cui un utente riporta delle risposte a domande particolarmente frequenti, spesso banali, per velocizzare il consulto da parte dei nuovi utenti.
- FB: contrazione di Facebook, oppure "First Blood", cioè "primo sangue sparso" in alcuni giochi (come League of Legends).
- FF: sigla di forfait. In alcuni giochi online, dove c'è la possibilità di arrendersi (come League of Legends) si chiama FF per indicare il volere della resa. Anche Follow Friday, acronimo in uso il venerdì nei social network, preceduto dall'hashtag #, per suggerire account che si ritengono validi da seguire.
- FFS: sigla dell'inglese For Fuck's Sake ("e che cazzo").
- fk: contrazione di fuck.
- FML: sigla dell'inglese Fuck My Life ("fanculo alla mia vita", per intendere "la mia vita fa schifo").
- FO: sigla dell'inglese Fuck Off ("vaffanculo").
- FOTCL: sigla dell'inglese Falling Off the Chair Laughing ("cadere dalla sedia per il ridere").
- FOTL: sigla dell'inglese Falling Off the Toilet Laughing ("cadere dal water dal ridere").
- FOTM: sigla dall'inglese Flavour of the month (di breve durata, una moda passeggera, moda del momento).
- FPS: sigla dell'inglese First Person Shooter sparatutto in prima persona, un genere di videogiochi o "Frame Per Second", in un gioco Fotogramma/i per secondo.
- FR: sigla dell'inglese For Real ("per davvero"), utilizzata spesso per esprimere che un'affermazione dell'interlocutore è corretta o nel caso in cui è possibile immedesimarsi in ciò che è stato affermato.
- FTV: sigla dell'inglese For The Victory ("per la vittoria").
- FTW: sigla dell'engrish For The Win ("per la vittoria"), For those Wondering ("per quelli che si chiedono") e di Fuck The World ("fanculo al mondo").
- FU/FY: sigla dell'inglese Fuck You ("fottiti").
- FUBAR: sigla dell'inglese Fucked Up Beyond All Repair; di derivazione militare, indica qualcosa che non può più essere riparata o ripristinata.
- FUD: sigla dell'inglese Fear, uncertainty and doubt ("paura, incertezza e dubbio").
- FW: sigla dell'inglese Forward (re-inoltrare (per esempio una e-mail)).
- FYA: sigla dell'inglese For Your Action ("per tua azione").
- FYEO: sigla dell'inglese For Your Eyes Only ("solo per i tuoi occhi"), strettamente confidenziale.
- FYI: sigla dell'inglese For Your Information ("per tua informazione").

## G
- <g>: è l'abbreviazione di grin e simula un'espressione di autocompiacimento o gongolamento.
- G2G/GTG: sigla dell'inglese got to go ("devo andare").
- GA: sigla dell'inglese Go Ahead ("vai avanti", "prosegui (a digitare)"), o di Game Admin ("amministratore del gioco").
- GG/GJ: sigla dell'inglese Good Game o Good Job ("bel lavoro"); può anche essere sigla di Go, Go! con l'intento di spronare un altro utente a fare la sua mossa. In italiano può essere usato come contrazione di giorni o di oggi.
- GGA: sigla dell'inglese Good Game All ("bella partita per tutti"), per congratularsi con tutti i giocatori del risultato ottenuto nella partita appena conclusa.
- GGWP: sigla dell'inglese Good game well played ("bella partita ben giocata") usato in sostituzione di GG per congratularsi per la partita appena terminata con gli altri utenti.
- gh: piccola risata o ghigno, oppure sigla dell'inglese Good Half, quando si arriva a metà partita, o Good Hand ("buona mano").
- GILF: sigla dell'inglese Grandmother I'd Like to Fuck ("nonna che vorrei scopare").
- gimme: contrazione di give me ("dammi").
- GIYF: sigla dell'inglese Google Is Your Friend ("google è tuo amico"), usato in risposta a domande banali o la cui risposta è di facile reperibilità sul web.
- GL: sigla dell'inglese Good Luck ("buona fortuna"), solitamente usata nei giochi on-line prima dell'inizio della partita, spesso è associata alla sigla HF (Have Fun).
- GLF: sigla dell'inglese Group Looking For... ("gruppo cerca...").
- GM: sigla dell'inglese Game Master ("maestro del gioco").
- GMAB: sigla dell'inglese Give Me A Break (letteralmente "dammi una pausa"), usato per chiedere all'interlocutore di "dare un taglio" a quello che sta facendo.
- GN: sigla dell'inglese Good Night ("buona notte").
- gnite: contrazione di good night ("buona notte").
- GOML: sigla dell'inglese Get On My Level ("raggiungi il mio livello").
- gonna: contrazione slang di going to ("stare per").
- gotcha: contrazione slang di got you! (letteralmente "preso!", ma con il significato di "beccato!").
- gotta: contrazione slang di got to ("dovere"); es. I gotta go ("devo andare").
- gr8: contrazione di great! ("bello!", "grande!").
- gratz o gz: contrazione congratulations ("congratulazioni").
- GRWM: sigla dell'inglese Get Ready With Me ("prepariamoci insieme"), usata solitamente nei video blog in cui qualcuno mostra come si veste e prepara a uscire o per un'occasione.
- grz o grx: contrazione di grazie.
- GSS: sigla dell'inglese Get Some Skill ("ottieni/impara qualche abilità").
- GTFO: sigla dell'inglese Get The Fuck Out ("fuori dal cazzo").

## H
- h8: omofono di hate ("odio").
- HAND: sigla dell'inglese di Have A Nice Day ("buona giornata"). Spesso segue HTH o GTG.
- HB: sigla dell'inglese hurry back ("Torna presto") si usa dopo "BRB" be right back Torno subito.
- HBU: sigla dell'inglese How 'Bout You? ("e tu?", "cosa mi dici su di te?").
- HF: sigla dell'inglese Have Fun, spesso viene usata nei giochi on-line all'inizio di una partita.
- HRU: sigla dell'inglese How are you (come stai).
- HS: sigla dell'inglese Head Shot ("colpo in testa").
- HTH: sigla dell'inglese Hope This Helps ("spero sia d'aiuto").
- HYA: sigla dell'inglese Hi You All ("ciao a tutti").

## I
- IANAL: sigla dell'inglese I Am Not A Lawyer ("non sono un avvocato").
- IC: omofono dell'espressione inglese I see ("vedo", "capisco").
- ICQ: omofono dell'espressione inglese I Seek You ("ti cerco").
- IDC: sigla dell'inglese I Don't Care ("non mi importa").
- IDGAF: sigla dell'inglese I Don't Give A Fuck ("non me ne frega un cazzo").
- IDK: sigla dell'inglese I Don't Know ("non so").
- IDM: sigla dell'inglese I Don't Mind ("non mi dispiace").
- IDTS: sigla dell'inglese I Don't Think So ("non penso").
- IG: contrazione di Instagram.
- IHABICNRWTSF : sigla dell'inglese I Hate Abbreviations, Because I Can Never Remember What They Stand For ("Non sopporto le abbreviazioni, dal momento che non ricordo mai per cosa stanno"). Questa "abbreviazione", volutamente lunga e difficile da ricordare, ironizza sulla circostanza che il proliferare indiscriminato delle abbreviazioni rischia di rendere più ostiche la memorizzazione e la comprensione dei significati, anziché agevolarle.
- IIRC: sigla dell'inglese If I Remember(/Recall) Correctly ("se ricordo bene").
- IKR: sigla dell'inglese I Know Right ("lo so", "sono d'accordo").
- ILY: sigla dell'inglese I Love You ("ti amo").
  - ILYSM: sigla dell'inglese I Love You So Much ("ti amo tanto").
- IMO : sigla dell'inglese In My Opinion ("secondo me", "a mio parere").
  - IMAO: sigla dell'inglese In My Arrogant Opinion ("a mio arrogante parere") o In My Awesome Opinion ("a mio fantastico parere").
  - IMHO: sigla dell'inglese In My Humble Opinion ("a mio modesto parere") o talvolta In My Honest Opinion ("a mio onesto parere").
  - IMNSHO sigla dell'inglese In My Not So Humble Opinion ("a mio non così modesto parere").
  - IMVHO: sigla dell'inglese In My Very Humble Opinion ("a mio modestissimo parere").
- INB4: da leggersi "in before", introduce una risposta classica. Per esempio "inb4 banhammer" può essere specificato dopo un post offensivo per indicare che l'utente potrà essere bannato per questo (banhammer).
- Inspo: è una forma abbreviata della parola "ispirazione" ed è spesso utilizzato nei social media e in contesti online per descrivere qualcosa che ispira o che funge da ispirazione per gli altri.
- IOY: sigla dell'inglese I Own You ("ti possiedo") o di I Owe You ("ti devo"). In quest'ultimo caso è più spesso utilizzato nella forma IOY1 (acronimo di I Owe You One, "ti devo un favore").[4]
- IRL: sigla dell'inglese In Real Life ("nella vita reale").
- IT: sigla dell'inglese In Topic ("in tema"), contrapposto a OT.
- ITT: sigla dell'inglese In This Thread ("in questo thread").

## J
- JAM: sigla dell'inglese Just A Minute ("solamente un minuto").
- JK: sigla dell'inglese Just Kidding ("sto solo scherzando").
- JW: sigla dell'inglese Just Wondering ("giusto per sapere").

## K
- k: contrazione di ok (inoltre può significare anche rilassati/stai calmo). Anche se in alcuni MMORPG k sta per mila (es. 1k = 1.000 unità d'oro).
  - kk contrazione di okok. Anche se in alcuni MMORPG kk sta per milioni (es. 1kk = 1.000.000 unità d'oro).
- k e ke: contrazione e omofono di che (es. "k fai oggi?" o  "ke fai oggi?").
- KFC: sigla dell'inglese Keep Fingers Crossed, (tieni le dita incrociate, a mo' di scongiuro).
- KICK: usata negli FPS e TPS online, indica l'espulsione di un giocatore (es. KICK Andrea).
- kinda: contrazione slang di kind of ("tipo", "simile a" oppure "abbastanza", "in qualche modo" e simili).
- KISS: sigla dell'inglese Keep It Simple, Stupid!" ("resta sul semplice, stupido!"), per esprimere un invito a semplificare i concetti. In ambito informatico KISS può assumere un diverso significato.
- KIT: sigla dell'inglese Keep In Touch ("rimaniamo in contatto", "aggiorniamoci").
- kthxbye o kthxbai: contrazione dell'espressione inglese "ok thanks bye" ("va bene grazie ciao"); si usa quando si vuole finire una discussione.
- kwl: omofono di "cool!" ("fico!", "grande!" e simili).

## L
- L2L: sigla dell'inglese learn to lose ("impara a perdere").
- L2P: sigla dell'inglese learn to play ("impara a giocare").
- l8r o l8: omofono del termine inglese later ("dopo" o "più tardi").
- LAL: simile a LOL, usato per l'onomatopea più aperta e allegra.
- lawl: pronuncia pressoché identica a "lol" e quindi con pari significato.
- LARP: sigla dell'inglese "Live Action Role-playing": gioco di ruolo che impegna in sessioni live (dal vivo), a volte abbreviato in italiano con "GRV".
- lemme: contrazione slang di let me ("lasciami" o "fammi" seguito da un verbo).
- LFG o LFP: sigla dell'inglese Looking For Group o Looking For Party; viene usato nei giochi di ruolo on line per indicare che il giocatore sta cercando di essere aggiunto in una squadra.
- LFM: sigla dell'inglese Looking For More, usato nei giochi online per indicare che si sta cercando qualche membro per completare una squadra.
- LMAO: sigla dell'inglese Laughing My Ass Off ("Mi ride il culo").
- LMFAO: sigla dell'inglese Laughing My Fucking Ass Off ("Ride anche il mio fottuto culo").
- LOL: sigla dell'inglese Laughing Out Loud o Lots Of Laughs ("sto ridendo sonoramente", "un sacco di risate"). Altro significato, meno diffuso, è Lot Of Love ("tanto amore").
- lotta: contrazione slang di lot of ("un sacco di", "molta/o/i/e", "un mucchio di" e simili).
- LS: sigla dell'inglese Lag Switch ("interruttore del lag"), viene usato negli FPS e TPS online per indicare un giocatore che fa uso di lag switch (chi utilizza questo metodo è considerato un baro).[5]

## M
- M2C: vedi MTC.
- m8: contrazione del termine inglese di mate ("compagno").
- MB:
  1. sigla dell'inglese Mana Break.
  2. sigla dell'inglese My Bad ("errore mio"), usata soprattutto nei videogiochi come League of Legends.
- MC: sigla dell'inglese "Main Character" ("protagonista").
- MDR: sigla del francese Mort De Rire ("morto dal ridere").
- mex: in italiano è utilizzato al posto del verbo messaggiare o del termine messaggio.
- MILF: sigla dell'inglese Mother I'd Like to Fuck ("madre che mi vorrei scopare").
- MIMF: sigla di Madre (che) Io Mi Farei, versione italiana di "MILF".
- MITM: sigla dell'inglese di Man In The Middle (tipo di attacco mediante il quale l'attaccante si interpone tra due vittime facendo credere a una di essere l'altra, e viceversa).
- MLM: sigla dell'inglese Men Loving Men ("uomini che amano uomini"), usata in contesto LGBT per indicare tutti gli uomini che amano altri uomini (non solo uomini gay, ma anche bisessuali, eccetera). Esistono anche le varianti per ogni genere, come ad esempio WLW.
  - da non confondersi con Multi-level marketing.
- MMORPG: acronimo di "Massively Multiplayer Online Role-Playing Game", videogioco di ruolo online dove il personaggio creato dal giocatore interagisce con molti altri partecipanti (massively multiplayer), in un mondo virtuale permanente e gestito su Internet.
- MOAB: sta per "Mother Of All Bombs", "Madre di tutte le bombe".
- MOAR: omofono di "more", "di più".
- MOF?: sigla inglese o italiana della domanda Male or Female? ("maschio o femmina?").
- msg: contrazione del termine inglese message ("messaggio") o di "messaggio" stesso.
- MTC o My Two Cents: espressione gergale dall'inglese che potrebbe stare per i miei due centesimi. Posta in inizio di intervento in una discussione web, in un forum sottintende l'intenzione di chi esprime un parere di voler apportare in tutta umiltà il proprio contributo.
- MTE: sigla dell'inglese My Two Eurocents (in versione strettamente area-euro in luogo di MTC).
- MUG: sigla dell'inglese Macintosh User Group, ovvero ciascun gruppo di utenti del sistema operativo Mac.
- mwa o mwah: onomatopea universale di "bacio".

## N
- N1: sigla dell'inglese nice one.
- n8: omofono di night ("notte").
- NC: sigla dell'inglese No Comment, per indicare frustrazione e sgomento.
- newbie o n00b, newbie, niubbo, nabbo: termine inglese che significa letteralmente novellino, inesperto.
- NG: abbreviazione di newsgroup, ma anche sigla dell'inglese Nice Game ("bella partita").
- NH: sigla dell'inglese Nice Hand ("bella mano", ovvero "bella giocata").
- NIH: sigla dell'inglese Not Invented Here ("Non inventato qui").
- NIMBY: sigla dell'inglese Not In My Back Yard ("non nel mio cortile").
- NM: sigla dell'inglese Not Much ("non molto") o di Never Mind ("non importa").
- NN: sigla dell'inglese Nice Night ("buona notte"); in italiano, contrazione di non.
- nn: contrazione di "non".
- nnt: contrazione di "niente".
- nope: storpiatura di no.
- NP: sigla dell'inglese No Problem ("nessun problema").
- NPC: sigla dell'inglese Non-Playable Character ("personaggio non giocabile"), talvolta usato come meme di Internet per indicare qualcuno incapace di ragionare per conto proprio o che non mette mai in discussione le autorità.
- NS: sigla dell'inglese Nice Shot ("bel tiro").
- NSFW: sigla dell'inglese Not Safe For Work o Not Suitable For Work ("non adatto ad ambienti di lavoro"); inizialmente usato per argomenti o immagini la cui visualizzazione su un computer in ambiente lavorativo potrebbe creare dei problemi di imbarazzo, adesso usato in generale per indicare materiale di natura esplicita.
- NT: sigla dell'inglese Nice Try ("Bel tentativo").
- NTMU o N2MU: sigla dell'inglese Nice To Meet You ("piacere di conoscerti").
  - NTMU2: l'aggiunta del 2 simboleggia la parola inglese too; utilizzata in risposta a NTMU.
- nvm: contrazione di Never Mind ("non importa").

## O
- o2w: sigla dell'inglese Off To Work ("spengo per [andare a] lavorare").
- obv: abbreviazione di obviously ("ovviamente").
- OC: abbreviazione di Original Content ("contenuto originale") oppure Original Character ("personaggio originale"), usato solitamente da artisti esordienti per distinguere un personaggio creato da loro da una fan art.
- ofc: abbreviazione di of course (usato come la risposta a una domanda "certamente", "naturalmente").
- OMG: sigla dell'inglese Oh, My God! ("Oh, mio dio!").
  - OM7G: sigla dell'inglese "Oh, My Seven Gods" ("Oh, miei sette dei"). È riferito ai sette dei delle Cronache del ghiaccio e del fuoco.
  - OMFG: sigla dell'inglese Oh, My F***ing God! ("Oh, p**** dio!"). Possiede anche una variante "censurata": Oh, My F***ing Gosh! ("oh, porco disco!").
  - OMGWTFBBQ: sigla dell'inglese Oh My God What The Fuck Bitch Be Quiet ("Oh, mio dio, ma che cazzo, stai zitta cagna").
  - OMGWTFU: composto di OMG, WTF e uhax.
- OMW: sigla dell'inglese On My Way! ("sto arrivando!").
- OOC: sigla dell'inglese Out Of Character; si usa nei giochi di ruolo per indicare un personaggio che non somiglia a quello reale.
- OOM: sigla dell'inglese Out of mana ("non ho mana"). Si usa nei giochi di ruolo per indicare un personaggio che non ha più mana, mp o energia.
- OOO: sigla dell'inglese Out Of Office ("Fuori dall'ufficio").
- OP: sigla dell'inglese Over Power ("Troppo Potente") oppure Original Poster in siti come Reddit per indicare l'utente che ha postato un contenuto.
- OPK: sigla dell'inglese One Position Kill, usato negli hack dei videogiochi.
- O RLY?: contrazione dell'espressione inglese oh, really? ("oh, davvero?") usata ironicamente in risposta a un'affermazione, solitamente associata all'immagine di un gufo bianco divenuto famoso nella rete anni fa per una sua foto dall'espressione curiosamente scioccata (a cui è stata aggiunta l'abbreviazione). L'immagine è  Archiviato il 1º ottobre 2015 in Internet Archive. e ce ne sono molte varianti.
- OT: sigla dell'inglese Off Topic ("fuori argomento"), usato per indicare qualcosa che esce dall'argomento trattato.
- OTP: sigla dell'inglese One True Pairing ("la mia coppia preferita") oppure One Time Password (password da usare per una sola volta).
- oughta: contrazione slang dell'espressione inglese (you) ought to ("dovresti/e") seguito da un verbo, per dare un consiglio.

## P
- P2P: sigla dell'inglese Peer to Peer ("da pari a pari" o "da persona a persona"); protocollo usato per programmi come Limewire o eMule. Oppure può significare Pay to Play ("pagare per giocare").
- P2W: sigla dell'inglese Pay To Win; usato per indicare un gioco in cui l'abilità di un giocatore è fortemente condizionata dai soldi reali spesi per tale gioco.
- PAW: sigla dell'inglese Parents Are Watching; viene usata in chat per indicare la presenza di un adulto vigilante.
- PBEM, PBF, PBNG, abbreviazioni rispettivamente di play by mail, forum o newsgroup, indicano modalità di gioco.
- PDA: sigla di Perfettamente D'Accordo, ma talvolta anche di Please Don't Ask?? (per favore non chiedermelo).
- PEBKAC: sigla dell'inglese Problem Exists Between Keyboard And Chair ("il problema sta fra tastiera e sedia"), a implicare che un problema informatico oggetto di discussione è dovuto all'utente del computer.
- PFA: sigla dell'inglese Please Find Attached, usato nelle email per indicare che in allegato c'è un oggetto di interesse.
- PITA: sigla dell'inglese Pain In The Ass (si può tradurre come "male al sedere"), utilizzato per persona o cosa particolarmente fastidiosa, che dà sui nervi.
- PK: nel primo significato può indicare come la sigla dell'inglese Player Killer; nei giochi di ruolo indica un giocatore che ne uccide un altro. Nel secondo significato, in italiano, special modo nel gergo giovanile, è anche l'abbreviazione di perché.
- PLONK: sigla dell'inglese Put Lamer On Killfilter ("metto il lamer nei filtri"), termine che indica l'inserimento di un utente nel kill file del proprio programma per la lettura dei newsgroup. Ciò significa che i prossimi messaggi che quell'utente inserirà non verranno visualizzati. In genere si risponde a questa persona con la parola "plonk" al fine di indicargli in primo luogo la disapprovazione al riguardo di ciò che egli scrive, e secondariamente, in maniera abbastanza educata, che i suoi messaggi non verranno più letti e di conseguenza non avranno risposta.
- plz, pls: contrazione del termine inglese please ("per favore").
- pm: sigla dell'inglese private message ("messaggio privato").
- POV: point of view significa punto di vista.
- ppl: contrazione del termine inglese people ("gente, persone").
- prg: contrazione di prego, si usa generalmente come risposta a grz.
- prolly: contrazione del termine inglese probably ("probabilmente").
- PVE: sigla dell'inglese Player Vs Environment; viene usato nei giochi di ruolo per indicare il combattimento giocatore vs mostro.
- PVM: sigla dell'inglese Player Vs Monsters; viene usato nei giochi di ruolo per indicare il combattimento giocatore vs mostro.
- PVP: sigla dell'inglese Player Vs Player; viene usato nei giochi di ruolo per indicare il combattimento giocatore vs giocatore invece che il solito giocatore vs mostro.
- pvt: contrazione del termine italiano privato o del termine inglese private; viene generalmente usato, come la sigla pm, nelle chat pubbliche, per indicare appunto che si vuole proseguire la conversazione in privato.
- pwnd: contrazione di pwned, termine comune tra videogiocatori, significante in maniera letterale "posseduto" e figurativamente "battuto", "annientato", "stracciato". Il termine deriva da un errore di battitura comune (la sostituzione della O con la P)[6] e dalla contrazione del termine owned (battuto, in inglese).

## Q
- q8: omofono di quoto.
- qlc, qlcn/qcn, qlcs/qcs, qlnq: rispettivamente, contrazioni di qualche, qualcuno, qualcosa, qualunque.
- qlk1: contrazione di qualcuno/a.
- qll: contrazione di quello/a/i/e.
- qnd: contrazione di quando o quindi.
- qnt: contrazione di quanto.
- QOTD: sigla dell'inglese Question Of The Day ("domanda del giorno").
- qt: omofono del termine inglese cutie, diminutivo di cute ("carino", "dolce", "attraente"). Per esempio "URACT" è un acronimo con il quale si intende "you are a cutie" ("sei un [tipo] carino").[7]
- qwe: vedi asd.

## R
- raga: abbreviazione nel gergo giovanile di ragazzi.
- rant: termine inglese utilizzato nei forum di discussione per indicare un argomento discusso più a lungo del necessario, indipendentemente dal fatto che a qualcuno importasse o meno.
- re:
  1. abbreviazione del termine inglese returned; viene utilizzato prevalentemente in chat e/o giochi online, il suo significato è quello di indicare che la persona che lo esprime è tornata da un AFK.
  2. abbreviazione di remake, a significare che si rilancerà la partita del gioco online in questione e si chiede di ripartecipare.
- rehi: termine inglese corrispondente all'italiano gergale "riciao!".
- rekt: get wrecked, distrutto.
- RFC: sigla dell'inglese Request For Comments (richiesta di commenti).
- RL: sigla dell'inglese Real Life, indica che si sta parlando di qualcosa che riguarda la vita reale e non quella virtuale.
- RN: sigla dell'inglese Right Now ("ora", "al momento", "adesso").
- ROB: sigla dell'inglese Read Only Brain ("Cervello di sola lettura"), per indicare una persona particolarmente cocciuta e non in grado di andare oltre la propria idea.
- rosik: dall'italiano gergale "rosicare", usato dai player per istigare gli avversari dopo aver fatto qualche uccisione ridicola o spettacolare.
- ROTFL (o ROFL): sigla dell'inglese Rolling On The Floor Laughing ("sto rotolando per terra dal ridere").
- ROTFLASTC: sigla dell'inglese Rolling On The Floor Laughing And Scaring The Cat ("sto rotolando per terra dal ridere spaventando il gatto").
- ROTFLMAO: sigla dell'inglese Rolling On The Floor Laughing My Ass Off ("mi rotolo per terra dal ridere con il sedere di fuori").
- RP: sigla dell'inglese Role Play, viene usato per identificare una modalità di gioco; nella modalità RP il giocatore deve compiere azioni che compirebbe nella realtà. Stare in piedi su una macchina in corsa non è RP, poiché nella vita reale non vi si riuscirebbe.
- RPG: sigla dell'inglese Role-Playing Game ("gioco di ruolo"); abbreviato spesso in italiano con GDR.
- RTFM: sigla dell'inglese Read The Fine Manual ("leggi il buon manuale"); spesso, tuttavia, viene interpretato come Read The Fucking Manual ("leggi il fottuto manuale").
- RTHB: sigla dell'inglese Read The Holy Bible che significa Leggi la Sacra Bibbia. Nei newsgroup cattolici è spesso utilizzato per rispondere educatamente a chi, in modo poco educato, usa acronimi più volgari (come RTFM, vedi sopra) o altre espressioni triviali.
- r u: contrazione di are you utilizzato nelle frasi interrogative, come "r u jokin?", ("stai scherzando?"), "How old r u?" ("Quanti anni hai?") e "How r u?" ("Come stai?").
- ruok?: contrazione della frase inglese are you ok? ("stai bene?").

## S
- scs: abbreviazione di scusa.
- sk8: contrazione di skateboard.
  - sk8er: contrazione di skater, chi va sullo skateboard.
- sl: contrazione di solo.
- SMH: sigla dell'inglese Shake My Head, ("scuoto la testa"), usato per esprimere contrarietà o delusione.
- SNAFU: sigla dell'inglese Situation Normal, All Fucked Up; la frase si può tradurre sommariamente in italiano con "Situazione normale, tutto a puttane", ossia qualcosa è andato male, come al solito. Il termine è utilizzato correntemente quindi per indicare una situazione che è fuori controllo, specie se il fatto non è occasionale.
- SOB: sigla dell'inglese Son of a bitch (letteralmente: figlio di una cagna o figlio di puttana).
- SOD: sigla dell'inglese Smash Open Door ("sfondare una porta aperta"), usato per sottolineare che l'argomento dell'interlocutore non solo ci trova d'accordo ma ne eravamo già ampiamente convinti in precedenza.
- some1: contrazione di someone.
- spe: abbreviazione di aspetta (vedi asp).
- srsly: abbreviazione di seriously ("seriamente").
- sry: contrazione del termine inglese sorry ("scusa").
- STFU: sigla dell'inglese Shut The Fuck Up ("tappati quella cazzo di bocca").
- sup: contrazione dell'espressione inglese wassup?, slang di what's up? ("cosa succede?").

## T
- TAT: sigla di "Ti Amo Tanto".
- TBA: sigla dell'inglese "To Be Announced" ("ancora da annunciare").
- TBH: sigla dell'inglese To Be Honest ("a essere sincero").
- TC: sigla dell'inglese Take Care ("abbi cura").
- TFS: sigla dell'inglese Thanks For Sharing ("grazie per averlo condiviso").
- TGIF: sigla dell'inglese Thank God It's Friday ("Grazie a Dio è venerdì").
- thx o tnx: contrazioni dell'espressione inglese thanks ("grazie").
- TIA: sigla dell'inglese Thanks In Advance ("grazie in anticipo" sottinteso: per l'aiuto che ti chiedo di darmi).
- TK: sigla dell'inglese Team Killing ("uccisione di un alleato") usata nei videogiochi, oppure variante di KIK, indica l'espulsione di un giocatore (es. TK Andrea).
- TLA: dall'inglese Three-Letter Acronym (letteralmente: acronimo di tre lettere). Fa parte del linguaggio degli hacker.
- TLDR o TL;DR: sigla dell'inglese Too Long; Didn't Read ("Troppo lungo, non ho letto"), in risposta a post o thread eccessivamente prolissi sui forum. A volte è usato all'inizio o alla fine del lungo post stesso come a dire "riassunto:".
- TLNR o TL,NR: sigla dell'inglese Too Long, Not Read, stesso significato di TLDR.
- TMI: sigla dell'inglese Too Much Information ("troppe informazioni", ovvero "stai dicendo troppe cose").
- tt o ttt: contrazioni di "tutti", "tutte", "tutta", "tutto".
- TTYL: sigla dell'inglese Talk To You Later ("parlerò con te più tardi").
- TTYT: sigla dell'inglese Talk To You Tomorrow ("parlerò con te domani").
- TVB
  1. sigla di "Ti Voglio Bene". Le possibili varianti possono essere tvtb ("Ti Voglio Tanto Bene"), tv1mdb ("Ti Voglio Un Mondo Di Bene"), tv1kb ("Ti Voglio Un Casino Di Bene") e simili.
  2. sigla dell'inglese Top VS Bottom utilizzato nei videogiochi strategici (rts). Nelle partite multigiocatore generalmente i partecipanti si dividono in squadre, e nell'elenco dei giocatori appaiono in ordine verticale; in pratica, indica i primi contro gli ultimi, per esempio, in caso di quattro giocatori i primi due formeranno la squadra 1 e gli altri la squadra 2.
- TVM: sigla dell'inglese Thank You Very Much, ("Grazie mille").
- TY: sigla dell'inglese Thank You ("grazie"). Può essere seguito da SM, sigla di So Much, diventando "grazie tante".
- TYFT: sigla dell'ingleseThank You For Tournament ("grazie per aver partecipato al torneo").

## U
- u: omofono di you ("tu").
- uhax: omofono di you hack, lo si trova negli FPS multiplayer quando si vuole accusare qualcuno di barare con i trucchi (usare hack, cheat o aimbot, programmi irregolari nei giochi multiplayer in internet).
- ul: contrazione del termine inglese unlucky ("sfortunato").
- UM: sigla dell'inglese Your Mum! ("tua madre!").
- umad: sigla dell'inglese You are mad! (Letteralmente "tu sei pazzo!"), abitualmente usato per fare innervosire gli avversari nei Multiplayer. Simile al nostro "rosik".
- up: termine utilizzato nei forum di discussione per apportare visibilità a un topic, portandolo più in alto (da cui "up") nella lista delle discussioni partecipate più recentemente. Informalmente tale operazione viene indicata con il verbo "uppare".
- ur: omofono di you're o your, a seconda della pronuncia.
- ust: abbreviazione dell'espressione inglese (I) used to che si usa per dire che nel passato si era soliti fare una determinata cosa.

## V
- vbb o vb: abbreviazione del gergale "vabbe'" (va bene).
- vs: abbreviazione della parola "vostro/a".
- VVB: abbreviazione di "Vi Voglio Bene".

## W
- w8: omofono del termine inglese wait! ("aspetta!").
- wanna: contrazione americana slang di want to ("voglio" seguito da un verbo).
- wat, wht o wut: contrazione di what ("che cosa").
- wataya: contrazione dell'espressione inglese what do you ("cosa" seguito da un verbo).
- watcha: contrazione slang di what are/have you ("cosa hai" seguito da un participio passato, "cosa stai" seguito da un gerundio o "cosa stai per" seguito da un infinito).
- wazup, wasup, wazzup, wassup, wazzap, 'ssup: contrazioni dell'espressione inglese what's up? ("come va?").
- WB: sigla dell'inglese Welcome Back ("ben tornato").
- WBU: sigla dell'inglese What About You? ("tu che ne dici?", "che ne pensi?").
- WD: sigla dell'inglese well done ("ben fatto").
- WDGAF: sigla dell'inglese we don't give a fuck ("non importa", "fa lo stesso", "si va avanti") e si usa per indicare che si passa sopra qualcosa di brutto o spiacevole o dannoso per chi lo dice. Si può usare come prima lettera Y, o U (you: tu) o I: io.
- WDYM: sigla dell'inglese What do you mean? ("in che senso?", "cosa intendi?") si usa generalmente per chiedere all'altro di specificare un dato argomento
- WIP: sigla dell'inglese Work In Progress ("lavori in corso").
- WLW: sigla dell'inglese Women Loving Women ("donne che amano donne"), usata in contesto LGBT per indicare tutte le donne che amano altre donne (non solo donne lesbiche, ma anche bisessuali, eccetera). Esistono anche le varianti per ogni genere, come ad esempio MLM.
- WOMBAT: sigla dell'inglese Waste Of Money, Brain And Time ("spreco di soldi, risorse mentali e tempo").
- WOOT! o W00T!: sigla dell'inglese We Owned Other Team, "abbiamo sconfitto l'altro team", che si usa per esprimere una sensazione di trionfo (equivalente dell'italiano "li abbiamo stracciati").
- WOT: sigla dell'inglese Wall Of Text ("muro di testo") usato per indicare messaggi troppo lunghi e faticosi da leggere.
- WP: sigla dell'inglese Well Played ("bella giocata").
- WPM: sigla dell'inglese Word per Minute ("parole al minuto").
- WTB: sigla dell'inglese Want To Buy ("voglio comprare", "voglio acquistare"), utilizzato nelle chat dei MMORPG per indicare che si è interessati all'acquisto di un bene (o item).
- WTF: sigla dell'inglese What The Fuck...? ("ma che cazzo...?").
- WTH: sigla dell'inglese What The Hell/Heck! ("che diamine!"/"che diavolo!").
- WTJ: sigla dell'inglese Winning Team Joiner ("aderente alla squadra vincente"), oppure utilizzato per dire "Want to Join", ovvero voglio entrare a fare parte di... ; si usa spesso quando viene ucciso un avversario più volte e lui si sposta nel gruppo del suo killer.
- WTK: sigla dell'inglese Watch The Keyboard!, "Bada Alla Tastiera", nel senso di "bada a cosa scrivi / cosa stai scrivendo / come scrivi". È un monito a guardarsi dal formulare frasi eccessivamente offensive, maleducate o contenenti troppe abbreviazioni; può anche significare Whole Team Kill ("uccidere tutta la squadra avversaria") in un round, spesso usata come frase negli sparatutto.
- WTL: sigla dell'inglese What the Loser ("ma che scarso").
- WTS: sigla dell'inglese Want To Sell ("voglio vendere", "vendesi"), utilizzato nelle chat dei MMORPG per indicare che si ha intenzione di vendere un bene (o item).
- WTT: sigla dell'inglese Want To Trade ("voglio scambiare"), utilizzato nelle chat dei MMORPG per indicare che si ha intenzione di scambiare un bene (o item).
- WUBU2: sigla dell'inglese What (have) You Been Up To? ("cos'hai fatto ultimamente?").

## X
- x: contrazione molto utilizzata al posto del suono o della preposizione "per". Talvolta è usata per sostituire la doppia "s" (esempio "poxo" per "posso") o "z".
- x 2 l8: omofono dell'inglese it's too late ("è troppo tardi"), variabile in iz 2 l8 o in x 2 lat.
- xchè, xkè, xché, xké, xk, xc: contrazione di perché.
- XD: smile ritraente una faccina sorridente.[8]
- xdn: contrazione di "perdono".
- xes: per esempio.
- xò: contrazione di "però".
- xoxo: baci e abbracci.
- xsn: contrazione di "persone".
- xxx:
  1. omofono di sex, sex, sex ("sesso, sesso, sesso"), riferito a materiale di genere pornografico, esiste comunque una variante, all'interpretazione "sessuale" di questo termine.
  2. omofono di kiss, kiss, kiss ("baci, baci, baci"). Sovente le persone di cultura anglosassone utilizzano in questa accezione più di tre "x", per non fare fraintenderne l'uso.

## Y
- Y:
  1. contrazione di yes ("sì").
  2. omofono di why ("perché", nelle frasi interrogative).
- ya: termine slang di you ("tu/te").
- y'all: contrazione dell'inglese you all ("voi tutti" o semplicemente "voi").
- yeah!, yup, yap, yep, yah, yh : varianti del termine inglese yes ("sì") usate nelle chat per esprimere approvazione, essere d'accordo o esultare.
- YOLO: sigla dell'inglese You Only Live Once ("si vive una volta sola").
- yr: contrazione del pronome/aggettivo inglese your ("tuo").
- YT: contrazione di YouTube.
- yt: contrazione di white (nel senso di "persona di razza bianca") usata negli Stati Uniti, talvolta anche per eludere la censura.
- YW, UW: sigla dell'inglese You're Welcome ("prego", "non c'è di che").

## Z
- ZOMG: storpiatura della sigla inglese OMG. Viene usato per sottolineare frasi o avvenimenti stupefacenti o eccitanti. Esistono diverse teorie sull'origine del termine; sebbene se ne assumano la paternità sia Raspberry Heaven (nel 2003) sia alcuni gruppi di fansubber, se ne ritrovano tracce nella cache di Google risalenti ai primi anni novanta. Altre teorie ne fanno risalire la genesi a un errore di battitura di persone che, intenzionate a scrivere OMG, premettero per errore il tasto Z, effettivamente situato di fianco a ⇧ Maiusc nelle tastiere QWERTY.[9]